# 구임회
구임회(具姙會, 1919년 2월 17일~2012년 3월 6일)는 대한민국의 의사, 정치인이다. 제9대 국회의원을 지냈다.

## 학력
- 경기여자고등학교 졸업
- 서울여자의과대학 졸업
- 수도의과대학 대학원 졸업

## 약력
- 고려대학교 교우회 부회장
- 고려대학교 의과대학 동창회 회장
- 한국정신박약아보호협회 회장
- 사회복지법인 인강원 이사장
- 사단법인 대한어머니회 이사
- 한국여자의사회 이사
- 1973년 ~ 1976년 : 제9대 국회의원 (유신정우회)
- 1978년초 언론의 조사에 의하면, 정계 은퇴 후 병원을 차렸다.[1]

## 역대 선거 결과
| 실시년도 | 선거 | 대수 | 직책     | 선거구           | 정당       | 득표수 | 득표율      | 순위 | 당락 | 비고 |
| -------- | ---- | ---- | -------- | ---------------- | ---------- | ------ | ----------- | ---- | ---- | ---- |
| 1973년   | 총선 | 9대  | 국회의원 | 통일주체국민회의 | 유신정우회 |        | \| \| 0% \| | 지명 |      | 초선 |
|          | 0%   |      |          |                  |            |        |             |      |      |      |